# ديفيد ريتشاردز
ديفيد ريتشاردز (بالإنجليزية: David Richards)‏ (1 أكتوبر 1896 بولفرهامبتن في المملكة المتحدة - 25 يونيو 1971 بهامرسميث في المملكة المتحدة) هو لاعب كرة قدم بريطاني (وحمل سابقاً جنسية المملكة المتحدة لبريطانيا العظمى وأيرلندا) في مركز الدفاع. لعب مع بورت فايل ودندي يونايتد ونادي لوتون تاون ونادي واتفورد.